# Observatoire Schiaparelli
Pour les articles homonymes, voir Schiaparelli.
L'observatoire Schiaparelli, qui porte le nom de l'astronome italien Giovanni Schiaparelli, est un observatoire astronomique situé à Luvinate, à 8 km au nord de Varèse en Italie. Il a été fondé en 1964, le code MPC de l'observatoire est le 204.

## Domaines de recherche
Parmi ses domaines de recherche, il est possible de citer les observations et positionnement des comètes et des astéroïdes qui s'approchent de la Terre, ainsi que la spectroscopie.

## Instrumentation
- Télescope Newton-Cassegrain 0,60 mf / 4,64
- Télescope Newton 0,38 m f / 6,8
- Télescope Schmidt-Cassegrain (Celestron C14) 0,35 m f / 5,9